# Hohenfriedberger Marsch

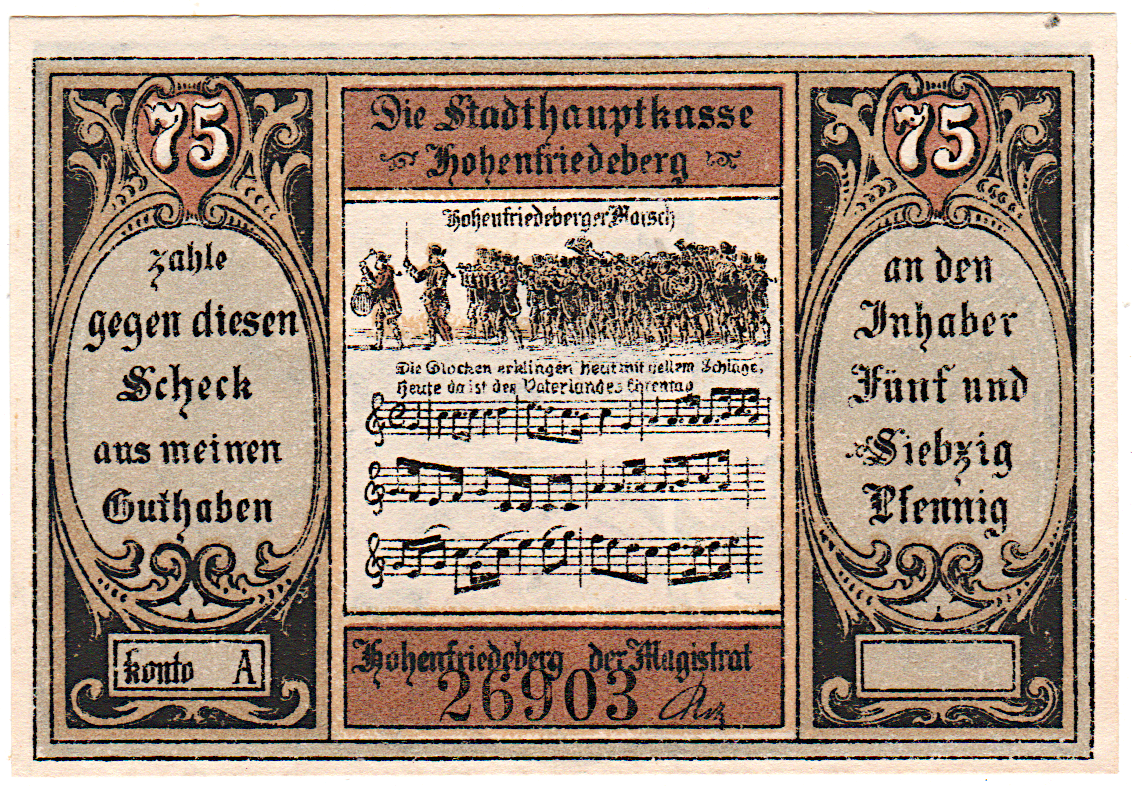
Partytura marsza na banknocie

Hohenfriedberger Marsch – marsz wojskowy, skomponowany przez Fryderyka II Wielkiego dla uczczenia zwycięstwa w bitwie pod Dobromierzem, dedykowany później 5 Regimentowi Dragonów Bayreuth. Jeden z bardziej znanych niemieckich marszów wojskowych.
Podobno Fryderyk II, skomponował utwór następnego dnia po bitwie. Początkowo był on wykonywany na werblach i flecie lub podczas uroczystości na instrumentach dętych. Potwierdzeniem genezy utworu jest korespondencja Fryderyka II.
Pierwszy zapis wersji fortepianowej pochodzi z roku 1795. W roku 1845, w setną rocznicę bitwy pod Dobromierzem, został do marszu dodany tekst Auf Ansbach-Dragoner, Auf Ansbach-Bayreuth..., opiewający Fryderyka II i 5 Regiment Dragonów.